# Тимерзянов, Закий Тимерзянович
Заки́й (Заки́) Тимерзя́нович Тимерзя́нов (тат. Зәки Тимерҗанов; 20 января 1926 — 31 марта 2013) — передовик советской нефтяной промышленности, бурильщик конторы бурения № 1 треста «Татнефтеразведка» объединения «Татнефть», Герой Социалистического Труда (1971).

## Биография
Родился 20 января 1926 года в селе Акбаш Бугульминского кантона Татарской АССР (ныне Ютазинского района Татарстана) в семье крестьян. В 1944—1948 годах проходил срочную службу в военном поселении Суслонгер (Марийская АССР), где занимался лесоповалом. Из-за тяжелейших условий труда получил инвалидность по общему заболеванию 3-й группы.
Демобилизовавшись, Закий Тимерзянов вернулся к сельскому труду. Попытка устроиться в том же году на службу в милицию оказалась неудачной из-за инвалидности. После этого поступил на работу в Крымсарайскую нефтеразведку. С 1954 года трудился бурильщиком Нурлатского управления разведочного бурения объединения «Татнефть». Участвовал в открытии Ромашкинского, Ново-Елховского, Черемшанского, Нурлатского и ряда других месторождений. Пробурив сотни скважин, выполнял производственные задания на 120 % и более. Дважды ему приходилось в аварийном порядке закрывать скважины: под Муслюмовом, где вода вышла с глубины 149 метров, и в Демкино — там фонтан ледяной воды прорвался с 700-метровой глубины. После четырёхдневной борьбы с прорывом у Закия Тимерзянова отказали руки, и он долго восстанавливался.
Неоднократно З. Т. Тимерзянов становился инициатором социалистического соревнования между вахтами внутри бригады. Награждался орденом «Знак Почёта», медалями, почётными грамотами Нурлатского управления разведочного бурения, треста «Татнефтегазразведка», объединения «Татнефть» и Министерства нефтяной промышленности СССР.
В ходе VIII пятилетки З. Т. Тимерзянов добился особенно больших успехов: его вахта не допустила ни одной аварии вверенного ей дорогостоящего оборудования. Досрочно выполнил личные социалистические обязательства и плановые производственные задания Восьмой пятилетки (1966—1970). 30 марта 1971 года Указом Президиума Верховного Совета СССР удостоен звания Героя Социалистического Труда «за выдающиеся заслуги в выполнении заданий пятилетнего плана по добыче нефти и достижение высоких технико-экономических показателей в работе» с вручением ордена Ленина и золотой медали Серп и Молот.
В последующем З. Т. Тимерзянову приходилось участвовать в сверхглубоком бурении, до глубины 15—16 тысяч метров. Дважды избирался депутатом Нурлатского горсовета. В 1990-х годах ушёл на заслуженный отдых. Проживал в городе Нурлат.
Скончался 31 марта 2013 года на 88-м году жизни.

## Семья
Был женат, имел троих детей, один из которых, Ренат Тимерзянов (род. 1955), стал генерал-майором полиции, на данный момент работает главным федеральным инспектором по Республике Татарстан. Один из внуков - Тимур Тимерзянов (сын Рената Тимерзянова), является трехкратным чемпионом Европы по ралли-кроссу

## Награды
- медаль «Серп и Молот» (30.03.1971)
- орден Ленина (30.03.1971)
- орден «Знак Почёта» (23.05.1966)
- Медаль «За доблестный труд» (2006)[5]